# Leichtathletik-Weltmeisterschaften 2003/4 × 100 m der Frauen

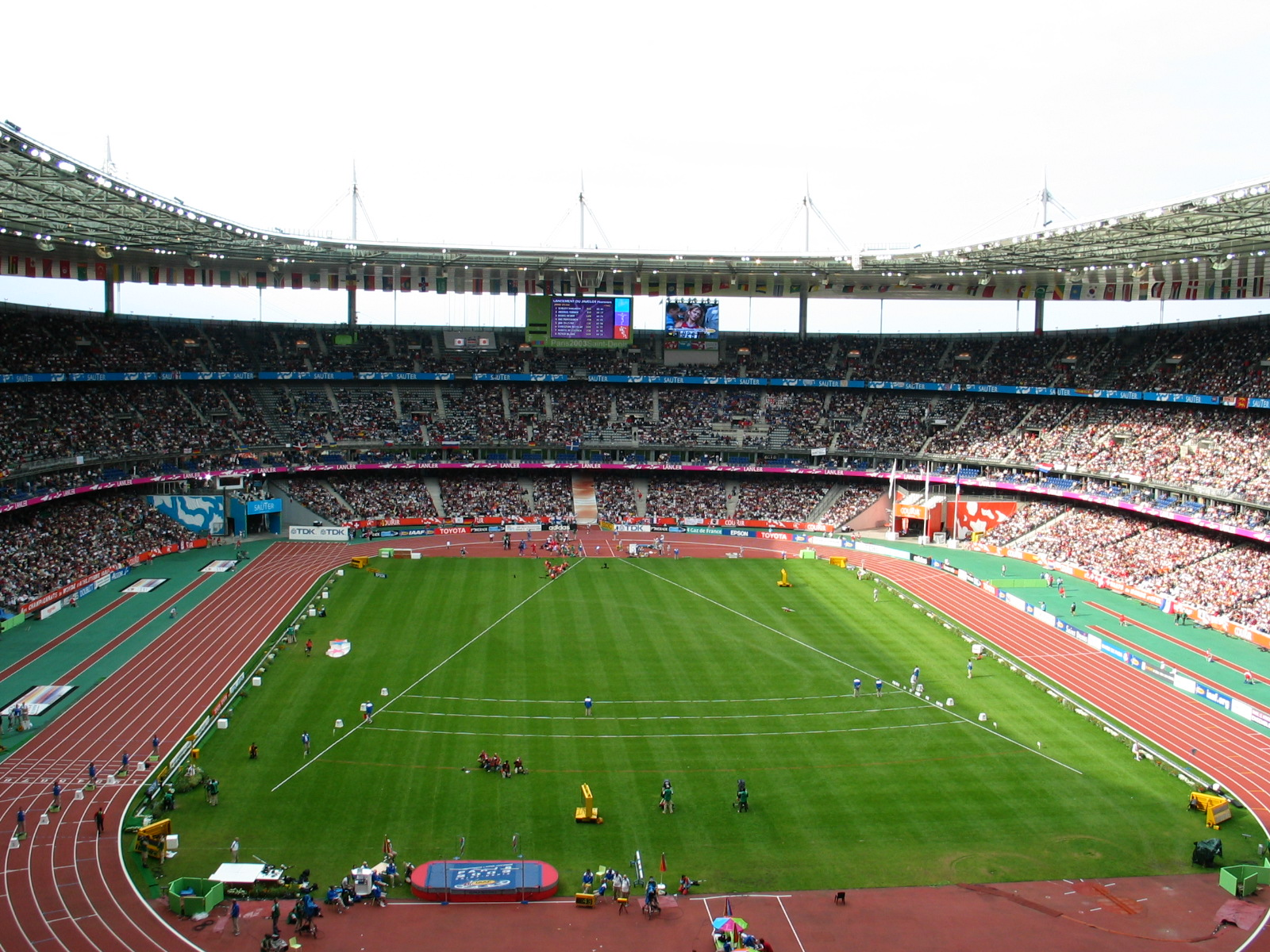
Stade de France in Paris/Saint-Denis am Schlusstag der Leichtathletik-Weltmeisterschaften

Die 4-mal-100-Meter-Staffel der Frauen bei den Leichtathletik-Weltmeisterschaften 2003 wurde am 29. und 30. August 2003 im Stade de France der französischen Stadt Saint-Denis unmittelbar bei Paris ausgetragen.
Weltmeister wurde Frankreich (Patricia Girard, Muriel Hurtis, Sylviane Félix, Christine Arron).
Den zweiten Platz belegte die USA in der Besetzung Angela Williams, Chryste Gaines, Inger Miller und Torri Edwards (Finale) sowie der im Vorlauf außerdem eingesetzten Lauryn Williams.
Bronze ging an Russland mit Olga Fjodorowa, Julija Tabakowa, Marina Kislowa und Larissa Kruglowa.
Auch die nur im Vorlauf eingesetzte Läuferin der Vereinigten Staaten erhielt eine Silbermedaille. Rekorde und Bestleistungen standen dagegen nur den tatsächlich laufenden Athletinnen zu.

## Bestehende Rekorde
| Weltrekord | 41,37 s | DDR (Silke Gladisch, Sabine Rieger, Ingrid Auerswald, Marlies Göhr) | Canberra, Australien           | 6. Oktober 1985 |
| WM-Rekord  | 41,47 s | USA (Chryste Gaines, Marion Jones, Inger Miller, Gail Devers)       | WM 1997 in Athen, Griechenland | 9. August 1997  |

Der bestehende WM-Rekord wurde bei diesen Weltmeisterschaften nicht eingestellt und nicht verbessert.
Es gab eine Weltjahresbestleistung und drei neue Landesrekorde.
- Weltjahresbestleistung, die gleichzeitig ein Landesrekord war:
  - 41,78 s – Frankreich (Patricia Girard, Muriel Hurtis, Sylviane Félix, Christine Arron), Finale am 30. August
- Weitere Landesrekorde:
  - 43,11 s – Belarus (Julija Neszjarenka, Aksana Drahun, Alena Neumjarschyzkaja, Natallja Safronnikawa), 1. Vorlauf am 29. August
  - 42,04 s – Frankreich (Patricia Girard, Muriel Hurtis, Sylviane Félix, Christine Arron), 3. Vorlauf am 29. August

## Vorrunde
Die Vorrunde wurde in drei Läufen durchgeführt. Die ersten beiden Staffeln pro Lauf – hellblau unterlegt – sowie die darüber hinaus zwei zeitschnellsten Teams – hellgrün unterlegt – qualifizierten sich für das Finale.

### Vorlauf 1
29. August 2003, 21:10 Uhr
| Platz | Staffel        | Besetzung                                                                     | Zeit (s) |
| ----- | -------------- | ----------------------------------------------------------------------------- | -------- |
| 1     | USA            | Angela Williams Chryste Gaines Inger Miller Lauryn Williams (Vorlauf)         | 42,03    |
| 2     | Russland       | Olga Fjodorowa Julija Tabakowa Marina Kislowa Larissa Kruglowa                | 42,62    |
| 3     | Belarus        | Julija Neszjarenka Aksana Drahun Alena Neumjarschyzkaja Natallja Safronnikawa | 43,11 NR |
| 4     | Griechenland   | Georgia Kokloni Magdaliní Padaléon Marina Vasarmidou Ekaterini Thanou         | 43,81    |
| 5     | Spanien        | Carmen Blay Belén Recio Cristina Sanz Glory Alozie                            | 45,08    |
| 6     | Elfenbeinküste | Matagari Diazasouba Affoué Allou Marie Gnahore Louise Ayétotché               | 45,60    |

### Vorlauf 2
29. August 2003, 21:18 Uhr
| Platz | Staffel     | Besetzung                                                                            | Zeit (s) |
| ----- | ----------- | ------------------------------------------------------------------------------------ | -------- |
| 1     | Ukraine     | Tetjana Tkalitsch Anschela Krawtschenko Olena Pastuschenko-Sinjawina Oksana Kajdasch | 43,26    |
| 2     | Belgien     | Katleen De Caluwé Audry Rochtus Elodie Ouédraogo Kim Gevaert                         | 43,36    |
| 3     | Bahamas     | Tamicka Clarke Savatheda Fynes Debbie Ferguson Shandria Brown                        | 43,64    |
| 4     | Kuba        | Dainelky Pérez Roxana Díaz Virgen Benavídes Mileydis Lazo                            | 43,82    |
| 5     | Niederlande | Joan van den Akker Jacqueline Poelman Pascal van Assendelft Annemarie Kramer         | 43,96    |
| 6     | Australien  | Amy Harris Sharon Cripps Lauren Hewitt Sally McLellan                                | 44,11    |
| DNS   | Nigeria     | Mary Onyali Joan Uduak Ekah Endurance Ojokolo Mercy Nku                              |          |

### Vorlauf 3
29. August 2003, 21:26 Uhr
| Platz | Staffel     | Besetzung                                                                        | Zeit (s)                      |
| ----- | ----------- | -------------------------------------------------------------------------------- | ----------------------------- |
| 1     | Frankreich  | Patricia Girard Muriel Hurtis Sylviane Félix Christine Arron                     | 42,04 NR                      |
| 2     | Jamaika     | Lacena Golding-Clarke (Vorlauf) Elva Goulbourne Beverly McDonald Brigitte Foster | 43,05                         |
| 3     | Deutschland | Melanie Paschke Marion Wagner Sandra Möller Katja Wakan                          | 43,34                         |
| 4     | Japan       | Tomoko Ishida Ayumi Suzuki Kaori Sakagami Motoka Arai                            | 44,57                         |
| 5     | Usbekistan  | Goʻzal Xubbiyeva Lyudmila Dmitriadi Anna Kazakova Anastasiya Juravlyeva          | 45,74                         |
| DNF   | Schweden    | Susanna Kallur Carolina Klüft Jenny Kallur Jenny Ljunggren                       |                               |
| DSQ   | Slowenien   | Alenka Bikar Kristina Zumer Maja Nose Merlene Ottey                              | IAAF Rule 170.7 Wechselfehler |

## Finale
30. August 2003, 19:45 Uhr
| Platz | Staffel     | Besetzung | Zeit (s)    |
| ----- | ----------- | --- | ----------- |
| 1     | Frankreich  | Patricia Girard Muriel Hurtis Sylviane Félix Christine Arron                                                       | 41,78 WL/NR |
| 2     | USA         | Angela Williams Chryste Gaines Inger Miller Torri Edwards (Finale) im Vorlauf außerdem: Lauryn Williams            | 41,83       |
| 3     | Russland    | Olga Fjodorowa Julija Tabakowa Marina Kislowa Larissa Kruglowa                                                     | 42,66       |
| 4     | Ukraine     | Tetjana Tkalitsch Anschela Krawtschenko Olena Pastuschenko-Sinjawina Oksana Kajdasch                               | 43,07       |
| 5     | Deutschland | Melanie Paschke Marion Wagner Sandra Möller Katja Wakan                                                            | 43,27       |
| 6     | Belgien     | Katleen De Caluwé Audry Rochtus Elodie Ouédraogo Kim Gevaert                                                       | 43,45       |
| 7     | Belarus     | Julija Neszjarenka Aksana Drahun Alena Neumjarschyzkaja Natallja Safronnikawa                                      | 43,47       |
| DNF   | Jamaika     | Vonette Dixon (Finale) Elva Goulbourne Beverly McDonald Brigitte Foster im Vorlauf außerdem: Lacena Golding-Clarke |             |

## Video
- Women's 4x100 Final - 2003 IAAF World Outdoor Track & Field Championships auf youtube.com, abgerufen am 16. September 2020